# Recopa Gaúcha
La Recopa Gaúcha es un torneo de fútbol profesional de Río Grande del Sur, que se disputó por primera vez en 2014.  La competición, que abre anualmente el calendario del fútbol en Río Grande del Sur, anteriormente era disputada entre el campeón Gaúcho y el campeón de la Super Copa Gaúcha del año anterior, en partido único. Actualmente se disputa entre el campeón Gaúcho y el campeón de la Copa FGF, en partido único.

## Campeones[2]
| Año  | Campeón       | Resultado      | Subcampeón    |
| ---- | ------------- | -------------- | ------------- |
| 2014 | Pelotas       | 3-2            | Internacional |
| 2015 | Lajeadense    | 1-1 (3:1 pen.) | Internacional |
| 2016 | Internacional | 0-0 (3:2 pen.) | São José      |
| 2017 | Internacional | 1-1 (4:3 pen.) | Ypiranga      |
| 2018 | São José      | 2-1 1-0        | Novo Hamburgo |
| 2019 | Grêmio        | 6-0            | Avenida       |
| 2020 | Pelotas       | 1-1 (5:4 pen.) | Grêmio        |
| 2021 | Grêmio        | 3-0            | Santa Cruz    |
| 2022 | Grêmio        | 5-0            | Glória        |
| 2023 | Grêmio        | 4-1            | São Luiz      |
| 2024 | São Luiz      | 2-0            | Grêmio        |
| 2025 | Grêmio        | 2-0            | São José      |

## Títulos por equipo
| Equipo        | Campeón                          | Subcampeón     |
| ------------- | -------------------------------- | -------------- |
| Grêmio        | 5 (2019, 2021, 2022, 2023, 2025) | 2 (2020, 2024) |
| Internacional | 2 (2016, 2017)                   | 2 (2014, 2015) |
| Pelotas       | 2 (2014 2020)                    |                |
| São José      | 1 (2018)                         | 2 (2016, 2025) |
| São Luiz      | 1 (2024)                         | 1 (2023)       |
| Lajeadense    | 1 (2015)                         |                |
| Ypiranga      |                                  | 1 (2017)       |
| Novo Hamburgo |                                  | 1 (2018)       |
| Avenida       |                                  | 1 (2019)       |
| Santa Cruz    |                                  | 1 (2021)       |
| Glória        |                                  | 1 (2022)       |

## Goleadores por edición
| Año  | Jugador                                      | Club                     | Goles |
| ---- | -------------------------------------------- | ------------------------ | ----- |
| 2014 | Cláudio Winck Felipe Garcia                  | Internacional Pelotas    | 2     |
| 2015 | Ernando Gilmar                               | Internacional Lajeadense | 1     |
| 2016 | -                                            | -                        | -     |
| 2017 | Brenner Talles Cunha                         | Internacional Ypiranga   | 1     |
| 2018 | Everton Alemão                               | São José                 | 2     |
| 2019 | Luan Everton                                 | Grêmio                   | 2     |
| 2020 | Ferreirinha Mateus Santana                   | Grêmio Pelotas           | 1     |
| 2021 | Guilherme Azevedo Jhonata Robert Léo Pereira | Grêmio                   | 1     |
| 2022 | Elkeson                                      | Grêmio                   | 1     |
| 2022 | Jaminton Campaz                              | Grêmio                   | 1     |
| 2022 | Janderson                                    | Grêmio                   | 1     |
| 2022 | Jhonata Varela                               | Grêmio                   | 1     |
| 2022 | Ricardinho                                   | Grêmio                   | 1     |
| 2023 | Luis Suárez                                  | Grêmio                   | 3     |
| 2024 | Gabriel Pereira                              | São Luiz                 | 1     |